# Ali Bach Hamba
Ali Bach Hamba (arabe : علي باش حانبة), né en 1876 à Tunis et mort le 29 octobre 1918 à Constantinople,, est un journaliste et homme politique tunisien.

## Engagement associatif
Issu d'une famille de la bourgeoisie tunisoise, d'origine turque, Ali Bach Hamba effectue ses études secondaires au Collège Sadiki puis obtient une licence de droit de l'université de Paris. Il travaille d’abord à l’administration des habous avant de se diriger vers le barreau.
En 1906, il devient actif au sein de l'Association des anciens élèves du collège Sadiki et fait partie, avec Béchir Sfar, de son comité de direction. Bach Hamba contribue à faire de ce cadre associatif un espace riche de débats sur la situation politique et sociale du pays. Entre avril 1906 et 1907, seize conférences sont organisées sous l'égide de l'association.
En fondant le 7 février 1907 l'hebdomadaire Le Tunisien, publié en français, il devient le chef de sa rédaction politique. Dans son premier numéro, Bach Hamba publie le programme des Jeunes Tunisiens et choisit une ligne d'action qui préfère éviter la confrontation directe avec les autorités du protectorat français et privilégier les contacts avec les forces libérales de la gauche française pour défendre la cause tunisienne.
La ligne éditoriale modérée du journal favorise son succès comme en témoignent les différents tirages réalisés autant qu'à l'intérieur qu'à l'extérieur du pays (France, Algérie, Égypte, Turquie, etc.). Sa collaboration avec des personnalités et des journalistes français comme Albert Guénard, Charles Géniaux et Klein Toberty traduit sa conviction dans l'intérêt du rapprochement et la coopération étroite avec les forces libérales françaises pour donner échos aux revendications tunisiennes.
En 1909, sous son initiative, un hebdomadaire et un autre journal arabophones voient le jour sous la direction d'Abdelaziz Thâalbi.

## Engagement militant
À partir de 1910, les revendications exprimées à travers les colonnes politiques du quotidien Le Tunisien, pour engager des reformes structurelles dans le pays, reçoivent l'écho attendu par ses fondateurs. Jusqu'en 1912, le journal accompagne le cours des événements en jouant le rôle d'un relais majeur d'expression.
Du 16 au 28 avril 1910, Bach Hamba se joint à une grève initiée par les étudiants de l'université Zitouna pour réclamer la réforme du système éducatif et une plus grande ouverture dans les disciplines. L'affaire du Djellaz en 1911 marque le doute chez Bach Hamba sur l'efficacité de l'action pacifique pour satisfaire les revendications tunisiennes ; cette affaire conduit à la suspension du journal Le Tunisien. À la suite du boycott des tramways tunisois pendant plus de trois mois, le lobby pro-colonialiste accuse les dirigeants du mouvement des Jeunes Tunisiens dont Bach Hamba est un membre actif d'en être les instigateurs. C'est ainsi qu'il est arrêté et condamné à l'exil en mars 1912,.

## Exil
Il s'installe d'abord en Suisse, où il est rejoint par son frère Mhamed qui lance, à Genève, un autre journal, La Revue du Maghreb. Les deux frères entrent en relation avec un animateur de la renaissance arabo-musulmane, le Syrien Chakib Arslan. Après une vaine tentative lors de son passage en France — à Aix-en-Provence et Paris — pour tenter de réunir ses compagnons déchus, il décide de s'installer à Constantinople en 1913. Sa maîtrise de la langue turque et ses bonnes connaissances en droit lui permettent d'entrer rapidement en contact avec l'élite politique de l'Empire ottoman. Il crée ainsi en 1916 le Comité de libération du Maghreb arabe. Jusqu'à sa mort en 1918, il accède à de hautes fonctions au sein du gouvernement ottoman sans se départir de son souci de s'informer sur l'évolution de la situation politique en Tunisie.
Le 9 avril 1962, sa dépouille est finalement rapatriée en Tunisie où il repose au cimetière du Djellaz.
Une rue de Tunis abritant les sièges de plusieurs journaux comme La Presse de Tunisie porte son nom.